# Edward Okuń
Edward Franciszek Mateusz Okuń (ur. 21 września 1872 w Wólce Zerzeńskiej koło Warszawy, zm. 17 stycznia 1945 w Skierniewicach) – polski malarz i ilustrator tworzący w stylu secesji, wolnomularz.

## Życiorys

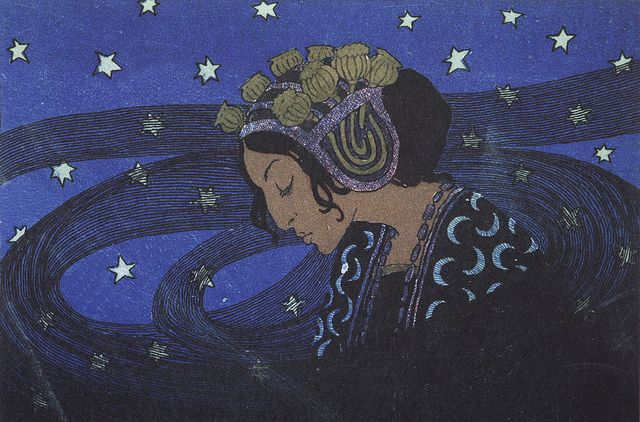
Winieta okładkowa Noc, „Chimera”, 1903

Urodził się w rodzinie szlacheckiej herbu Belina. Jako dziecko osierocony przez ojca i matkę, wychowywał się u dziadków ze strony matki. Odziedziczywszy duży majątek, wcześnie zaczął pobierać lekcje rysunku u znakomitych malarzy. W 1890-1891 studiował w Warszawie w Klasie Rysunkowej Wojciecha Gersona, w latach 1891-1893 pod kierunkiem Izydora Jabłońskiego i Jana Matejki w Szkole Sztuk Pięknych w Krakowie. Naukę kontynuował w Monachium i Paryżu. W 1897 podjął studia w szkole Simona Hollósy'ego, przebywał też na Węgrzech, gdzie Hollósy założył kolonię artystyczną. Od 1898 przez 20 lat mieszkał w Rzymie, podróżował też do Sorrento, Amalfi, Capri, zwiedzał Wenecję, Padwę, Rawennę, Florencję i Sienę. Uczestniczył w życiu polskiej kolonii artystycznej w Rzymie oraz był współzałożycielem loży wolnomularskiej „Polonia”.
Do Polski powrócił w 1921 i osiadł w Warszawie. Od 1925 był profesorem w Szkole Sztuk Pięknych im. W. Gersona w Warszawie, w latach 1933-1934 – jej dyrektorem. Był członkiem Towarzystwa Artystów Polskich „Sztuka”. Wraz z przyjaciółmi założył lożę masońską „Kopernik”. Był wiceprezesem Towarzystwa Zachęty Sztuk Pięknych. Podczas dorocznego otwarcia Salonu Zachęty był świadkiem zamachu malarza Eligiusza Niewiadomskiego na prezydenta Gabriela Narutowicza i wraz z jednym z adiutantów prezydenta pochwycił sprawcę.
Podczas II wojny światowej przebywał w Warszawie. Po powstaniu warszawskim przeniósł się do Skierniewic, gdzie zginął w styczniu 1945 od przypadkowej kuli na ulicy. Pochowany na cmentarzu Powązkowskim (kwatera A-5-26/27).
Malował pejzaże i portrety, projektował okładki, winiety, inicjały i ilustrował czasopisma, m.in. „Chimerę” i niemieckie „Jugend”.
W jego malarstwie często powtarzał się motyw kobiety z długimi, falistymi włosami miedzianej barwy, w renesansowych sukniach, przedstawianej pośród wiosennego krajobrazu. Do takich obrazów pozowała mu żona.
Wykonał polichromię frontowej ściany własnej kamienicy przy Rynku Starego Miasta w Warszawie.

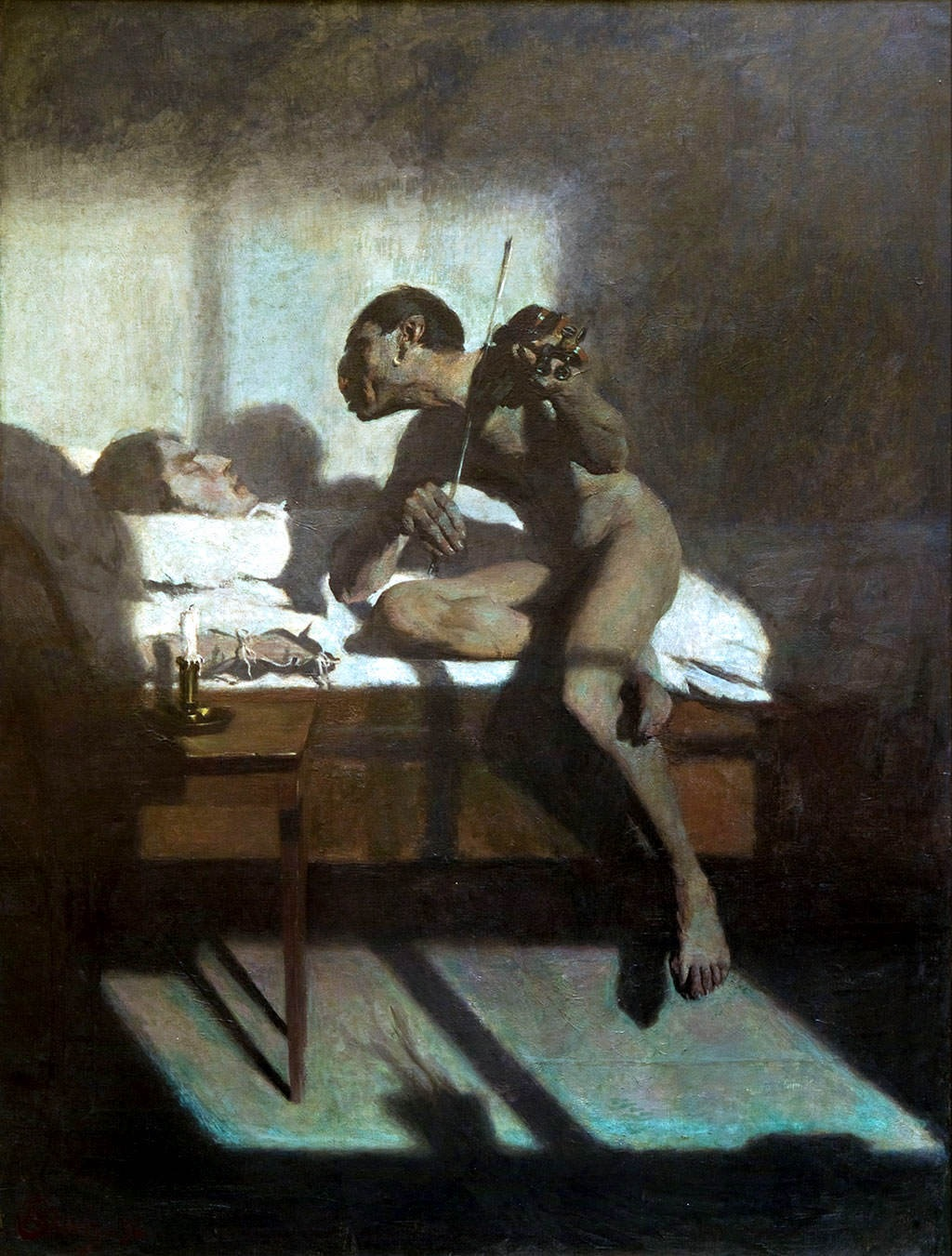
Śmierć Paganiniego, 1898. Muzeum Narodowe w Lublinie
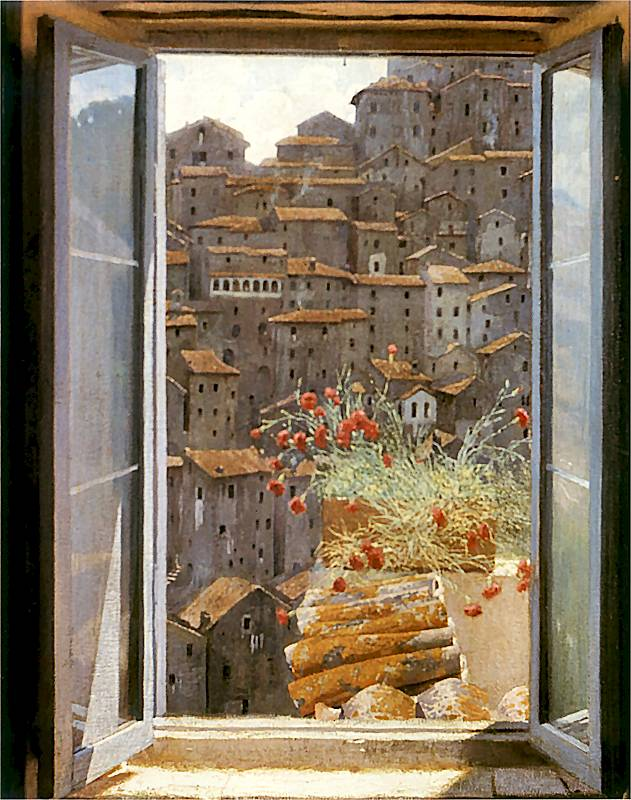
Widok z okna, 1905
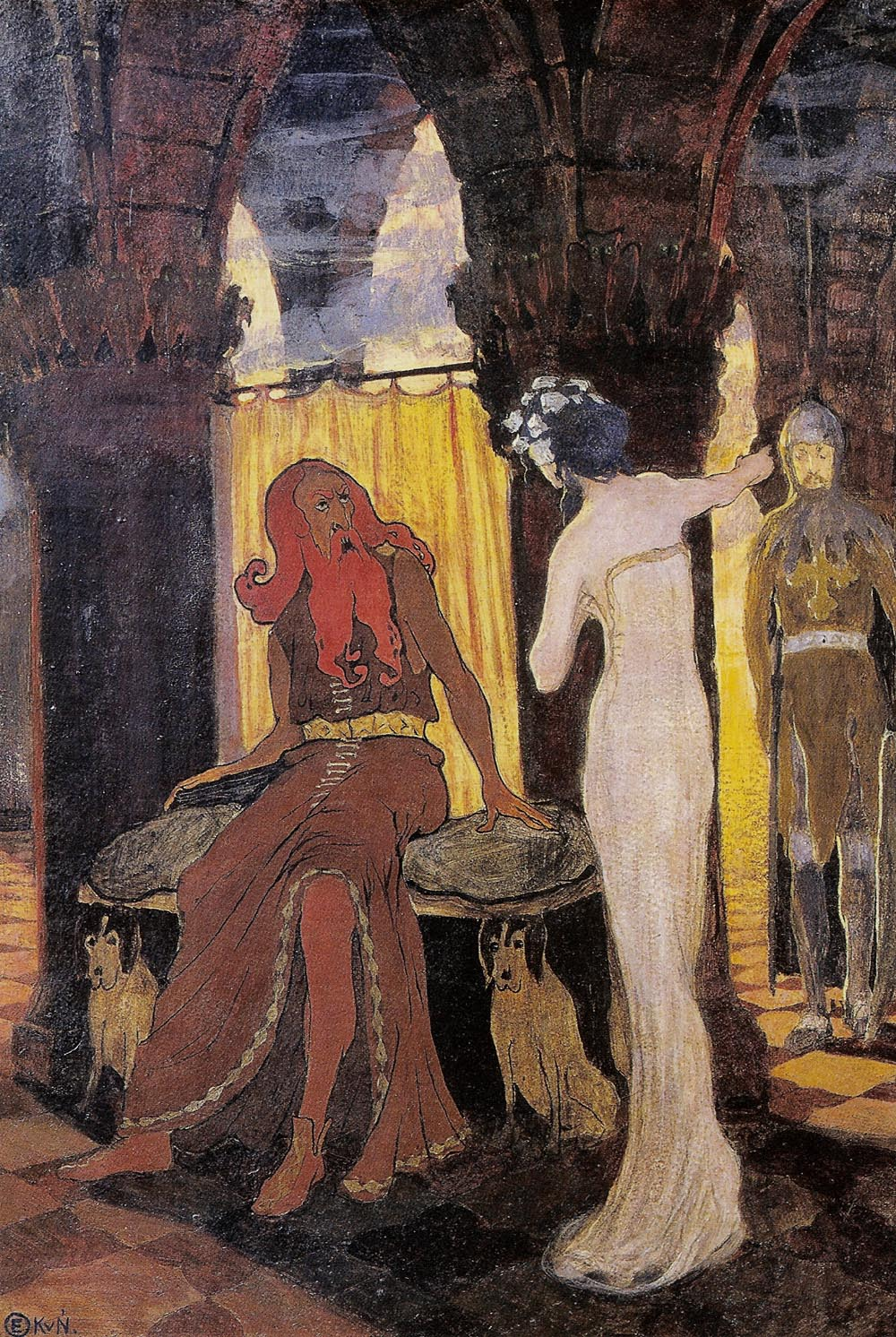
Legenda, 1910
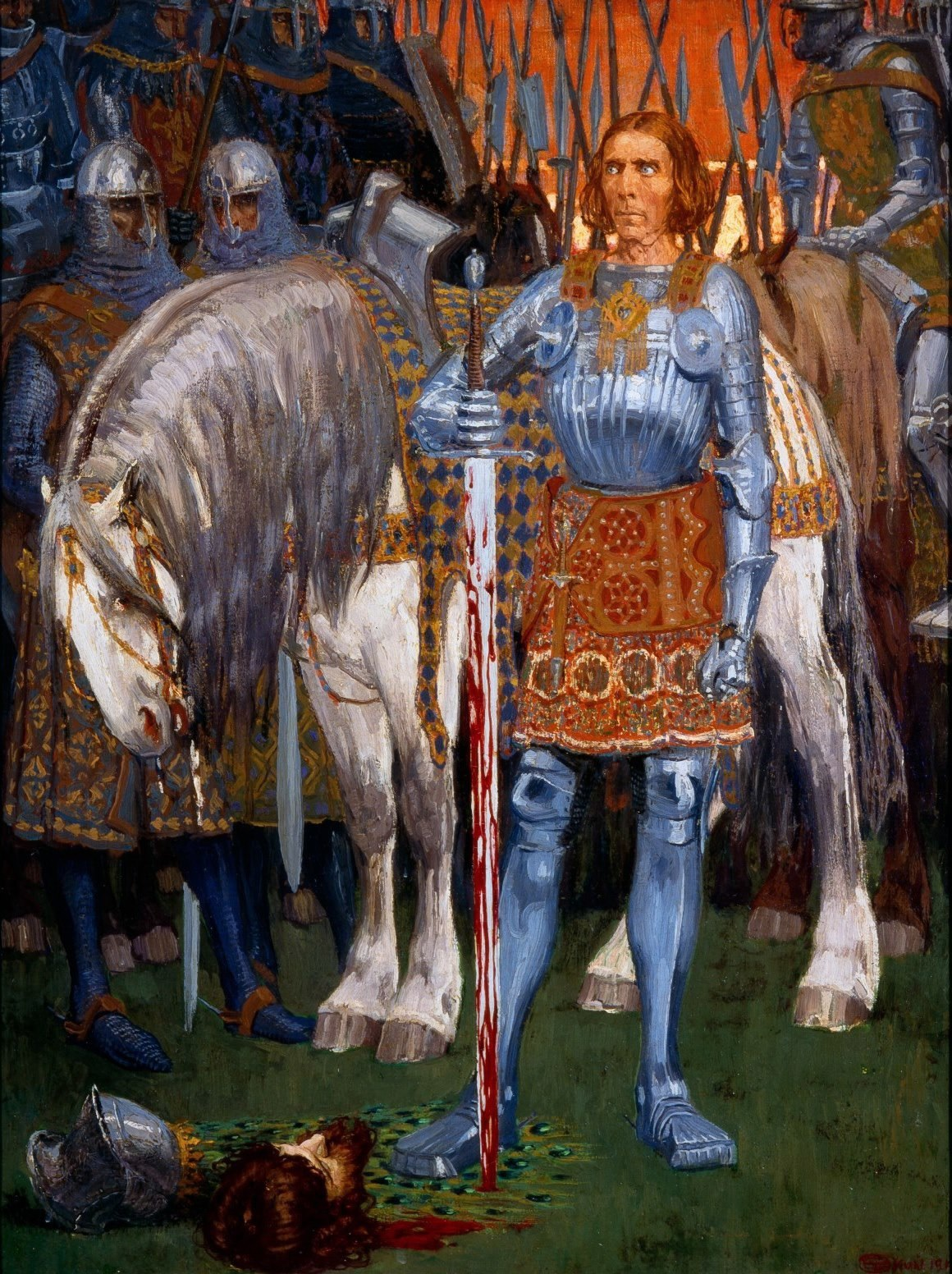
Zwycięzca, 1910, olej na płótnie, Muzeum Narodowe w Poznaniu
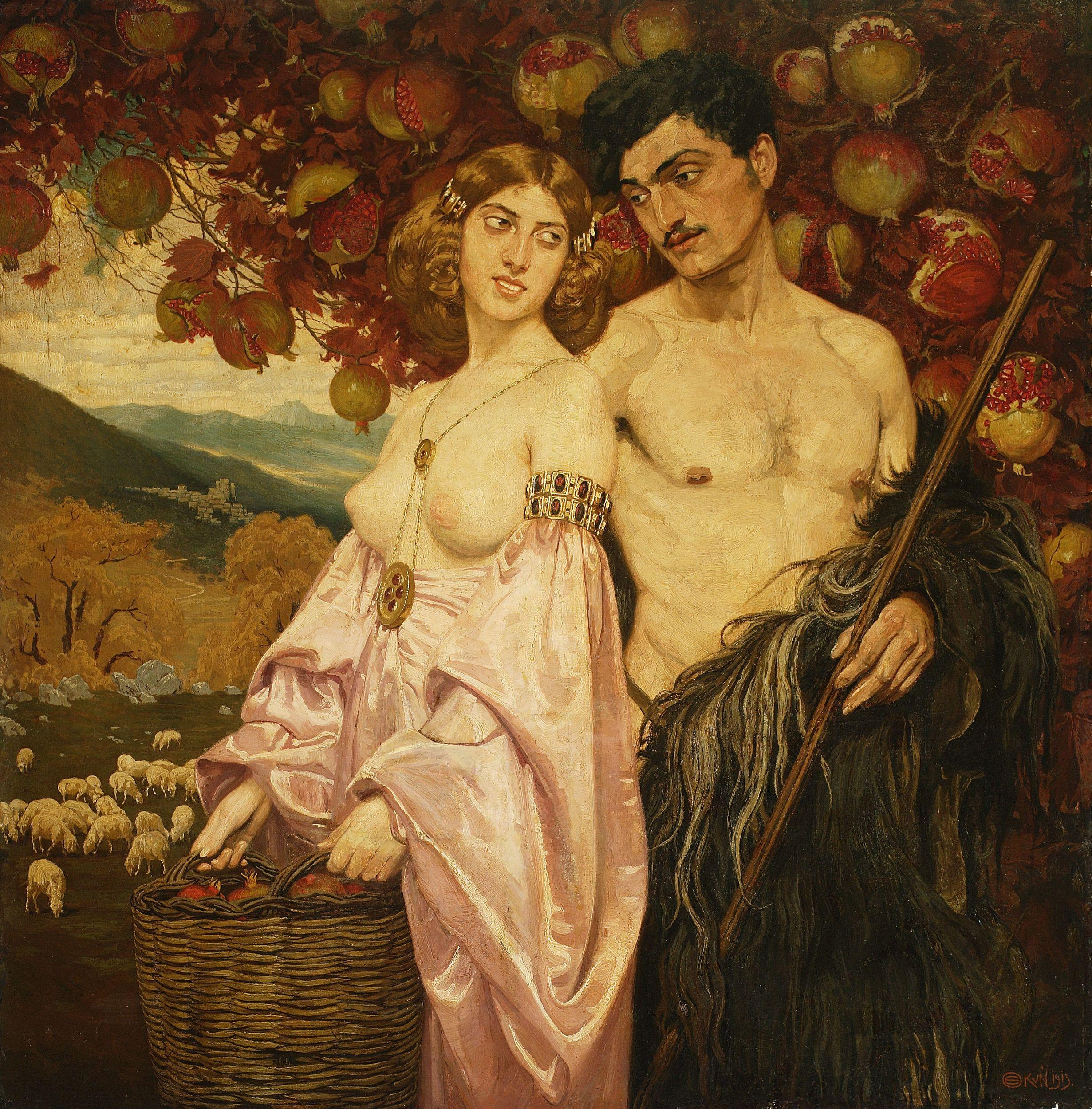
Autoportret z Sycylijką (Granaty), 1913
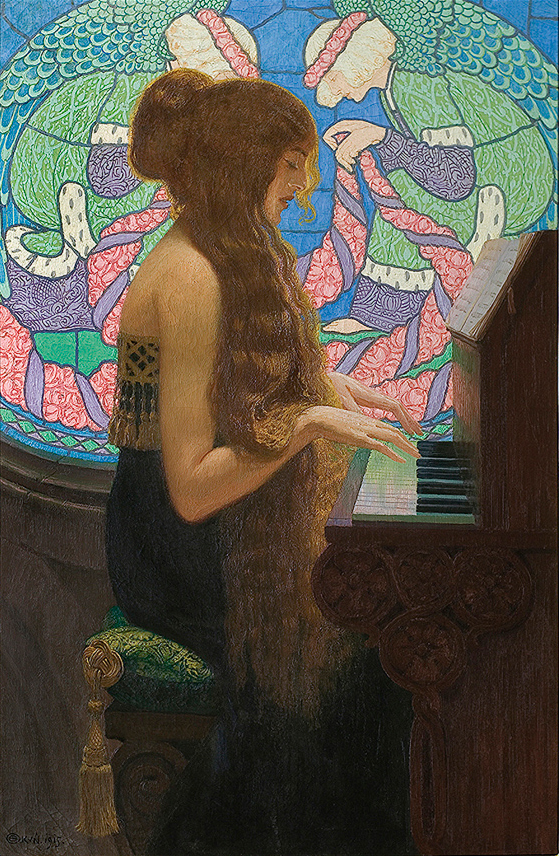
Musica Sacra, 1915
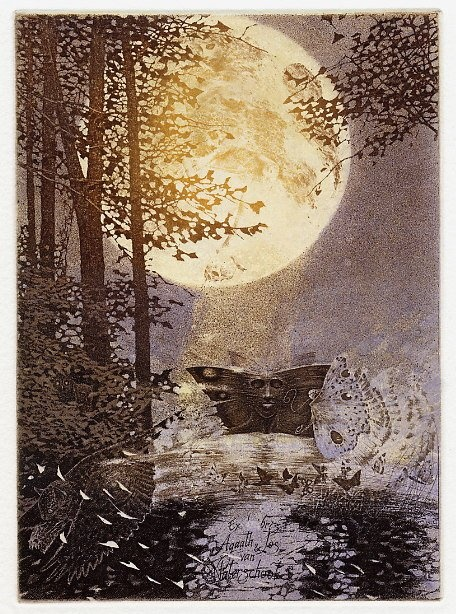
Motyle nocne, ok. 1920